# Napoléon d'Hoffschmidt
Napoléon d'Hoffschmidt, né le 19 octobre 1841 à Recogne, section de Noville dans la province de Luxembourg (Belgique), et décède le 13 juillet 1912 à Bruxelles, est un magistrat liégeois.

## Famille
Napoléon d'Hoffschmidt est le fils de François Henri d'Hoffschmidt, chevalier de l'ordre de Léopold et de la Croix de fer[pas clair],, et de Julie Adélaïde Léopoldine de Wautier.

## Biographie
En octobre 1865, il préside l'assemblée générale du congrès international des étudiants.
Il a participé à la rédaction des Pandectes belges avec Edmond Picard.